# McDonald (Carolina del Nord)
McDonald és una població dels Estats Units a l'estat de Carolina del Nord. Segons el cens del 2000 tenia 119 habitants.

## Demografia
Segons el cens del 2000, McDonald tenia 119 habitants, 40 habitatges i 37 famílies. La densitat de població era de 176,7 habitants per km².
Dels 40 habitatges en un 27,5% hi vivien nens de menys de 18 anys, en un 67,5% hi vivien parelles casades, en un 22,5% dones solteres, i en un 7,5% no eren unitats familiars. En el 7,5% dels habitatges hi vivien persones soles el 5% de les quals corresponia a persones de 65 anys o més que vivien soles. El nombre mitjà de persones vivint en cada habitatge era de 2,98 i el nombre mitjà de persones que vivien en cada família era de 3,08.
Per edats la població es repartia de la següent manera: un 26,9% tenia menys de 18 anys, un 8,4% entre 18 i 24, un 26,1% entre 25 i 44, un 21% de 45 a 60 i un 17,6% 65 anys o més.
L'edat mediana era de 36 anys. Per cada 100 dones de 18 o més anys hi havia 81,3 homes.
La renda mediana per habitatge era de 37.083 $ i la renda mediana per família de 37.917 $. Els homes tenien una renda mediana de 22.917 $ mentre que les dones 26.875 $. La renda per capita de la població era de 15.396 $. Cap de les famílies estaven per davall del llindar de pobresa.

## Poblacions més properes
El següent diagrama mostra les poblacions més properes.